# سیارک ۵۶۹۹
سیارک ۵۶۹۹ (به انگلیسی: 5699 Munch، نامگذاری:2141T-3) پنج هزار و ششصد و نود و نهمین سیارک کشف شده‌است که در ۱۶ اکتبر ۱۹۷۷ کشف شد.
قدر مطلق سیارک برابر ۱۳٫۹۰ است.